# Рејсинг појнт Ф1 тим
Рејсинг појнт Ф1 тим, који се такмичио као БВТ Рејсинг појнт Ф1 тим и опште познат као Рејсинг појнт, био је британски тим и конструктор који је ушао у Светско првенство Формуле 1. Тим је био са седиштем у Силверстону у Енглеској и такмичио се под британском лиценцом.
Тим је преименован у фебруару 2019. из Рејсинг појнт Форс Индија Ф1 Тим, који је користио назив конструктора Форс Индија у другој половини сезоне 2018. године. Рејсинг појнт је дебитовао на ВН Аустралије 2019. Возачи тима за сезону 2020 били су Серхио Перез и Ланс Строл. Тим је преименован у Астон Мартин за сезону Формуле 1 2021.
Не треба мешати са наследничким тимом, Астон Мартин Ф1.

## Порекло
Рејсинг појнт води порекло од тима Џордан Гранд При, који се први пут такмичио 1991. Џордан је постигао умерен успех крајем деведесетих и почетком 2000 -их, посебно 1999. године, када је тим остварио две победе у трци и заузео 3. место на Светском првенству конструктора. Уследио је пад перформанси, који је кулминирао продајом тима Мидланд Груп 2005. и преименовањем у Мидланд Ф1 Рејсинг за сезону 2006. године. Тим је остао неуспешан, није успео да освоји ниједан поен. Мидланд Ф1 је крајем сезоне продан холандској марки спортских аутомобила, пре него што је 2007. постао Спајкер Ф1. Након још једне сезоне са малим побољшањем, иако је тим освојио први бод у више од две године на Великој награди Јапана 2007. тим је продат индијском бизнисмену Виџеј Малији.
Тим са седиштем у Силверстону преименован је у Форс Индија за сезону 2008, што је његов четврти идентитет у толико година. Форс Индија је постигао умерен успех током својих 10 и по година у Формули 1, постигавши пол позицију на Великој награди Белгије 2009. године, шест места на подијуму и заузевши 4. место на Светском шампионату конструктора 2016. и 2017. Током сезоне 2018, тим је стављен у управу због финансијских и правних проблема са којима се сусрео власник тима Виџеј Малија. Имовину Форц Индију купио је Рејсинг појнт УК, конзорцијум који води канадски бизнисмен Ловренс Строл. Међутим, званични унос тима у Формулу 1 није био преносив, чиме је означен званични крај уласка који потиче из 1991. Тим је преименован у Рејсинг појнт Форс Индија до краја сезоне 2018. пре него што је постао Рејсинг појнт за сезону 2019. године.

## Тркачка историја

### Сезона 2019
Рејсинг појнт је у новембру 2018. потврдио да ће Ланс Строл и Серхио Перез бити два возача за сезону 2019. У сезони 2019. тим је такође био означен као "СпортПеса Рејсинг појнт Ф1 тим", признајући водећег спонзора СпортПеса, компанију за спортско клађење из Кеније. Тимски аутомобил за сезону 2019., Рејсинг појнт РП19, најављен је у Торонту, Канада. Тим је освајао бодове на свакој од прве четири трке у сезони, укључујући двоструке поене у Азербејџану, јер су Перез и Строл заузели 6. односно 9. место. Упркос овом раном успеху, Рејсинг појнт се наставио борити током средњег дела сезоне, при чему је Стролово 9. место у Канади једини постигнути поен тима у следећих шест трка. Њихов најбољи резултат у сезони постигнут је на Великој награди Немачке, где је Строл накратко водио трку као резултат стратегије гума по влажном времену, пре него што је на крају завршио као четврти.
Будуће улагање Рејсинг појнт побољшало се у другој половини сезоне након што је тим донео значајна побољшања уочи Велике награде Белгије. Током наредних девет трка, Перез је освојио бодове у свим осим у једној - повукао се са Велике награде Сингапура због цурења нафте. Овај низ бодова довео је Рејсинг појнт испред Алфа Ромеа на табели, завршивши сезону на 7. месту са 73 бода.

### Сезона 2020
На Великој награди Белгије 2019. потврђено је да је Строл поново потписан за 2020. годину, а Перез је потписан до краја 2022. Перез је требао да проведе укупно најмање девет узастопних сезона са тимом од када се придружио 2014. године, иако у четири различита имена. СпортПеса су окончали уговор о спонзорству са Рејсинг појнтом, а аустријска компанија за технологију воде БВТ постала је нови главни спонзор тима. Током тестирања аутомобила Рејсинг појнт пред сезону, РП20 је изазвао контроверзе због сличности са Мерцедесом АМГ Ф1 В10 ЕК Повер+, који је освојио Светско првенство Формуле 2019. Након Велике награде Штајерске, покренут је формални протест против РП20 који посебно окружује кочионе канале, што правила налажу мора осмислити тим. Званичници су пријавили кочионе канале на РП20 јер су исти као на В10 како би уложили жалбу. Три дана пре Велике награде Велике Британије, Перез је био позитиван на КОВИД-19. Због тога Перез није могао да учествује и на Великој награди Велике Британије и на Великој награди 70. годишњице. Нико Хилкенберг је служио као замена за оба догађаја. Између Велике награде Велике Британије и 70. годишњице, Рејсинг појнт је кажњен са 400.000 евра и одузето јој је 15 поена за конструкторе након што је уложен протест који је уложио Рено Ф1 тим.
На Великој награди Италије, Строл је завршио на трећем месту и освојио прво тимско постоље. На Великој награди Ајфела, Ланс Строл није могао да учествује у квалификацијама и трци због позитивног теста на коронавирус. Хилкенберг би му служио као замена за наредне две сесије, завршивши на 8. месту након што је почео 20.
На Великој награди Турске Строл је постигао прву пол позицију тима, а сувозач Перез се пласирао на треће место. У трци је Строл предњачио, али је на крају пао на девето место, док је Перез заузевши друго место на постољу. Перез је био близу успеха на трећем постољу тима на Великој награди Бахреина, али га је касни квар у мотору у 54. кругу приморао да се повуче. Раније у трци, Стролов болид је преврнут наопако због судара са Данил Квјатом, што је значило да је Бахреин била прва трка у којој оба возача нису освојила бод у сезони 2020. На Великој награди Сакира, Перез је Рејсинг појнту дао прву победу као конструктор и као правно лице, док је Строл такође завршио на подијуму са својим 3. местом. Ово је био први пут да је било која инкарнација тима победила на трци од када је Џордан победио на Великој награди Бразила 2003. То је била пета победа на Великој награди за било коју инкарнацију тима.
Након што је Ловренс Строл купио 16,7% удела у Астон Мартину, тим се преименовао у Астон Мартин Ф1 тим.

## Резултати у Формули 1
| Година | Шасија | Мотор                     | Гуме | Возачи          | 1   | 2   | 3   | 4    | 5   | 6   | 7   | 8   | 9   | 10  | 11   | 12  | 13  | 14  | 15  | 16  | 17  | 18  | 19  | 20  | 21  | Поени | Шк |
| ------ | ------ | ------------------------- | ---- | --------------- | --- | --- | --- | ---- | --- | --- | --- | --- | --- | --- | ---- | --- | --- | --- | --- | --- | --- | --- | --- | --- | --- | ----- | -- |
| 2019   | RP19   | BWT Mercedes M10 1.6 V6 t | P    |                 | АУС | БХР | КИН | АЗЕ  | ШПА | МОН | КАН | ФРА | АУТ | ВБР | НЕМ  | МАЂ | БЕЛ | ИТА | СИН | РУС | ЈПН | МЕК | САД | БРА | АБУ | 73    | 7. |
| 2019   | RP19   | BWT Mercedes M10 1.6 V6 t | P    | Серхио Перез    | 13. | 10. | 8.  | 6.   | 15. | 12. | 12. | 12. | 11. | 17. | НЗ.  | 11. | 6.  | 7.  | НЗ  | 7.  | 8.  | 7.  | 10. | 9.  | 7.  | 73    | 7. |
| 2019   | RP19   | BWT Mercedes M10 1.6 V6 t | P    | Ланс Строл      | 9.  | 14. | 12. | 9.   | НЗ. | 16. | 9.  | 13. | 14. | 13. | 4.   | 17. | 10. | 12. | 13. | 11. | 9.  | 12. | 13. | 19  | НЗ. | 73    | 7. |
| 2020   | RP20   | BWT Mercedes M11 1.6 V6 t | P    |                 | АУТ | ШТА | МАЂ | ВБР  | СЕД | ШПА | БЕЛ | ИТА | ТОС | РУС | АЈФ  | ПОР | ЕМИ | ТУР | БАХ | САК | АБУ |     |     |     |     | 195   | 4. |
| 2020   | RP20   | BWT Mercedes M11 1.6 V6 t | P    | Серхио Перез    | 6.  | 6.  | 7.  | ППТ. |     | 5.  | 10. | 10. | 5.  | 4.  | 4.   | 7.  | 6.  | 2.  | 18  | 1.  | НЗ  |     |     |     |     | 195   | 4. |
| 2020   | RP20   | BWT Mercedes M11 1.6 V6 t | P    | Ланс Строл      | НЗ  | 7.  | 4.  | 9.   | 6.  | 4.  | 9.  | 3.  | НЗ  | НЗ  | ППТ. | НЗ  | 13. | 9.  | НЗ  | 3.  | 10. |     |     |     |     | 195   | 4. |
| 2020   | RP20   | BWT Mercedes M11 1.6 V6 t | P    | Нико Хилкенберг |     |     |     | ВНС. | 7.  |     |     |     |     |     | 8.   |     |     |     |     |     |     |     |     |     |     | 195   | 4. |

- † - Возач није завршио Велику награду, али је класификован као да је завршио више од 90% тркачке удаљености.